# 梅克伦堡统治者列表
以下是德意志邦国梅克伦堡（Mecklenburg）历代统治者的名单。梅克伦堡王室源于奥鲍德里特人的王公。

## 奥鲍德里特侯爵
- 1130-1160：尼克洛特 Niklot I
- 1160-1178：普日比斯拉夫 Przybyslaw 尼克洛特长子
- 1160-1164：弗拉迪斯拉夫 Wratislaw 尼克洛特次子

## 梅克伦堡侯爵
- 1179-1219：亨利·鲍尔温一世 Heinrich Borwin I 普日比斯拉夫之子
- 1219-1226：亨利·鲍尔温二世 Heinrich Borwin II 亨利·鲍尔温一世长子
- 1219-1225：尼库劳斯二世 Nikolaus II 亨利·鲍尔温一世次子

### 约翰系（在梅克伦堡）
- 1226-1264：约翰一世 Johann I, der Theologe 亨利·鲍尔温二世长子，绰号“神学家”
- 1264-1275：亨利一世 Heinrich I, der Pilger 约翰一世长子，绰号“朝圣者”
- 1264-1265：阿尔布雷希特一世 Albrecht I 约翰一世次子
- 1264-1289：尼库劳斯三世 Nikolaus III 约翰一世第三子
- 1275-1299：约翰二世 Johann II 约翰一世第四子
- 1298-1302：亨利一世 第二次执政
- 1287-1329：亨利二世 Heinrich II, der Löwe 亨利一世长子，绰号“狮子”
- 1287-1289：约翰三世 Johann III 亨利一世次子
- 1329-1348：阿尔布雷希特二世 Albrecht II "Der Grosse" 亨利二世次子，绰号“伟大的”，1348年升为公爵
- 1329-1348：约翰四世 Johann IV 亨利二世第三子，1348年升为公爵

1348年，梅克伦堡分为梅克伦堡-什未林和梅克伦堡-施塔尔加德，并升为公国。

### 尼库劳斯系（在维尔勒）
- 1227-1277：尼库劳斯一世 Nikolaus I 亨利·鲍尔温二世次子
- 1277-1291：亨利一世 Heinrich I 尼库劳斯一世长子，在居斯特罗
- 1277-1283：约翰一世 Johann I 尼库劳斯一世次子，在帕尔希姆
- 1277-1286：博恩哈德一世 Bernhard I 尼库劳斯一世第三子
- 1291-1298：尼库劳斯 亨利一世长子
- 1291-1307：亨利二世 Heinrich II 亨利一世次子
- 1283-1316：尼库劳斯二世 Nikolaus II 约翰一世长子
- 1316-1337：约翰二世 Johann II 约翰一世次子，在居斯特罗
- 1329-1352：约翰三世 Johann III 尼库劳斯二世之子，在古德堡
- 1337-1360：尼库劳斯三世 Nikolaus III 约翰二世长子，在居斯特罗
- 1337-1382：博恩哈德二世 Bernhard II 约翰二世次子，在瓦伦
- 1350-1354：尼库劳斯四世 Nikolaus IV 约翰三世次子
- 1360-1393：洛伦茨 Lorenz 尼库劳斯三世长子，在居斯特罗
- 1360-1377：约翰五世 Johann V 尼库劳斯三世次子，在居斯特罗
- 1382-1389/95：约翰六世 Johann VI 博恩哈德二世之子，在瓦伦
- 1352-1374：约翰四世 Johann IV 尼库劳斯四世之子，梅克伦堡-施塔尔加德侯爵
- 1393-1421：巴尔塔萨 Balthasar 洛伦茨长子，在文登
- 1393-1414：约翰七世 Johann VII 洛伦茨次子
- 1393-1436：威廉 Wilhelm 洛伦茨第四子
- 1389/95-1408：尼库劳斯五世 Nikolaus V 约翰六世长子，在瓦伦
- 1389/95-1425：克里斯托夫 Christof 约翰六世次子，在文登

1436年梅克伦堡家族维尔勒系绝嗣，归于梅克伦堡-施塔尔加德。

### 亨利·鲍尔温三世系（在罗斯托克）
- 1227-1277：亨利·鲍尔温三世 Heinrich Borwin III 亨利·鲍尔温二世第三子
- 1277-1282：瓦尔德玛 Waldemar 亨利·鲍尔温三世长子
- 1282-1314：尼库劳斯一世 Nikolaus I, das Kind 瓦尔德玛次子，绰号“孩子”

1314年罗斯托克系绝嗣，归于梅克伦堡主系。

### 普日比斯拉夫系（在帕尔希姆）
- 1227-1256：普日比斯拉夫一世 Pribislaw I 亨利·鲍尔温二世第四子
- 1256-1316：普日比斯拉夫二世 Pribislaw II 普日比斯拉夫一世长子
- 1316-1362/69：路卡尔迪斯 Lukardis 普日比斯拉夫二世之女

1362/69年梅克伦堡普日比斯拉夫系绝嗣，归于维尔勒系。

## 梅克伦堡-什未林公爵
- 1348-1379：阿尔布雷希特二世
- 1379-1383：亨利三世 Heinrich III 阿尔布雷希特二世长子
- 1379-1412：阿尔布雷希特三世 Albrecht III 阿尔布雷希特二世次子，1364年至1389年为瑞典国王，称阿尔布莱克特一世。
- 1379-1385：马格努斯一世 Magnus I 阿尔布雷希特二世第三子
- 1383-1388：阿尔布雷希特四世 Albrecht IV 亨利三世之子
- 1417-1423：阿尔布雷希特五世 Albrecht IV 阿尔布雷希特三世之子
- 1384-1422：约翰四世 Johann IV 马格努斯一世长子
- 1423-1477：亨利四世 Heinrich IV "der Dicke" 约翰四世次子，绰号“胖子”
- 1423/36-1442：约翰五世 Johann V 约翰四世第三子
- 1464-1483：阿尔布雷希特六世 Albrecht VI 亨利四世长子
- 1464-1474：约翰六世 Johann VI 亨利四世次子
- 1477-1503：馬格努斯二世 Magnus II 亨利四世第三子
- 1477-1507：巴尔塔萨 Balthasar 亨利四世第四子
- 1503-1552：亨利五世 Heinrich IV 马格努斯二世长子
- 1503-1508：埃里希二世 Erich II 马格努斯二世次子
- 1503-1547：阿尔布雷希特七世 Albrecht VII "der Schöne" 马格努斯二世第三子，绰号“英俊的”，1534年至1547年为梅克伦堡-居斯特罗公爵。
- ？-1550：马格努斯三世 Magnus III 亨利五世之子
- 1547-1576：约翰·阿尔布雷希特一世 Johann Albrecht I 阿尔布雷希特七世次子
- 1547-1603：烏爾里希三世 Ulrich III 阿尔布雷希特七世第三子
- 1547-1610：卡爾一世 Karl I 阿尔布雷希特七世第八子
- 1576-1592：约翰七世 Johann VII 约翰·阿尔布雷希特一世次子
- 1576-1603：西吉斯蒙德·奥古斯特 Sigismund August 约翰·阿尔布雷希特一世第三子
- 1592-1628：阿道夫·弗里德里希一世 Adolf Friedrich I 约翰七世长子，1628年梅克伦堡被帝国军队占领，瓦伦斯坦被皇帝封为梅克伦堡公爵。
- 1592-1610：约翰·阿尔布雷希特二世 Johann Albrecht II 约翰七世次子，1610年起为梅克伦堡-居斯特罗公爵。

1610年分出梅克伦堡-居斯特罗。
- 1628-1631：阿尔布雷希特·冯·华伦斯坦 Albrecht von Wallenstein 波希米亞貴族
- 1631-1658：阿道夫·弗里德里希一世 复辟

1658年分出梅克伦堡-米罗、梅克伦堡-格拉波和梅克伦堡-施特雷利茨。
- 1658-1692：克里斯蒂安·路德维希一世 Christian Ludwig I 阿道夫·弗里德里希一世长子，无嗣。

1692年梅克伦堡-什未林长系绝嗣，归于梅克伦堡-格拉波。

### 梅克伦堡-米罗公爵
- 1658-1670：卡尔 Karl von Mecklenburg-Mirow 阿道夫·弗里德里希一世次子，无嗣
- 1658-1675：约翰·格奥尔格 Johann Georg von Mecklenburg-Mirow 阿道夫·弗里德里希一世第三子，无嗣

1675年，梅克伦堡-米罗绝嗣，归于梅克伦堡-格拉波。

### 梅克伦堡-格拉波公爵
- 1658-1688：弗里德里希一世 Friedrich I von Mecklenburg-Grabow 阿道夫·弗里德里希一世第五子
- 1688-1692：弗里德里希·威廉 Friedrich Wilhelm 弗里德里希一世长子，1692年得到什未林，成为梅克伦堡-什未林公爵

1692年梅克伦堡-什未林老系绝嗣，梅克伦堡-格拉波系成为梅克伦堡-什未林新系。

### 梅克伦堡-居斯特罗公爵
- 1610-1628：约翰·阿尔布雷希特二世 1628年梅克伦堡被帝国军队占领，瓦伦斯坦被皇帝封为梅克伦堡公爵。
- 1628-1631：阿尔布雷希特·冯·瓦伦斯坦 Albrecht von Wallenstein
- 1631-1636：约翰·阿尔布雷希特二世 复辟
- 1636-1695：古斯塔夫·阿道夫 Gustav Adolf 约翰·阿尔布雷希特二世第四子，无嗣

1695年梅克伦堡-居斯特罗绝嗣，归于梅克伦堡-什未林。

## 梅克伦堡-什未林公爵（新系）
- 1692-1713：弗里德里希·威廉 1688年至1692年为梅克伦堡-格拉波公爵，无嗣
- 1713-1747：卡尔·利奥波德 Karl Leopold 腓特烈一世次子，俄罗斯沙皇伊凡六世的外祖父
- 1747-1756：克里斯蒂安·路德维希二世 Christian Ludwig II 弗里德里希一世第三子
- 1756-1785：弗里德里希二世 Friedrich II 克里斯蒂安·路德维希二世的长子
- 1785-1815：腓特烈·法蘭茲一世 Friedrich Franz I 弗里德里希二世之侄，克里斯蒂安·路德维希二世次子路德维希的独子，1815年成为梅克伦堡-什未林大公。

1815年，梅克伦堡-什未林升为大公国。

## 梅克伦堡-施特雷利茨公爵
- 1658-1708：阿道夫·弗里德里希二世 Adolf Friedrich II von Mecklenburg-Strelitz 阿道夫·弗里德里希一世第十子
- 1708-1752：阿道夫·弗里德里希三世 Adolf Friedrich III 阿道夫·弗里德里希二世长子
- 1752-1794：阿道夫·腓特烈四世 Adolf Friedrich IV 阿道夫·弗里德里希三世之侄，阿道夫·弗里德里希二世次子卡尔的长子
- 1794-1815：卡尔二世 Karl II 阿道夫·腓特烈四世次弟，1815年成为梅克伦堡-施特雷利茨大公。

1815年，梅克伦堡-施特雷利茨升为大公国。

## 梅克伦堡-施塔尔加德公爵
- 1348-1392：约翰一世 Johann I von Mecklenburg-Stargard 即梅克伦堡侯爵约翰四世
- 1392-1417：约翰二世 Johann II 约翰一世长子
- 1392-1417：乌尔里希一世 Ulrich I 约翰一世第三子
- 1392-1397：阿尔布雷希特一世 Albrecht I 约翰一世第四子
- 1417-1438：约翰三世 Johann III 约翰二世之子
- 1417-1423：阿尔布雷希特二世 Albrecht II 乌尔里希一世长子
- 1417-1466：亨利 Heinrich 乌尔里希一世次子
- 1466-1471：乌尔里希二世 Ulrich II 亨利之子，无嗣

1471年，梅克伦堡-施塔尔加德绝嗣，归于梅克伦堡-什未林。

## 梅克伦堡-什未林大公
1. 1815-1837：腓特烈·法蘭茲一世
2. 1837-1842：保罗·腓特烈 Paul Friedrich 腓特烈·法蘭茲一世长孙，大公世子腓特烈·路德维希长子
3. 1842-1883：腓特烈·法蘭茲二世 Friedrich Franz II 保羅·腓特烈长子
4. 1883-1897：腓特烈·法蘭茲三世 Friedrich Franz III 腓特烈·法蘭茲二世长子
5. 1897-1918：腓特烈·法蘭茲四世 Friedrich Franz IV 腓特烈·法蘭茲三世长子，1918年2月至1918年11月兼任梅克伦堡-施特雷利茨摄政

1918年11月，梅克伦堡的君主制被推翻。

## 梅克伦堡-施特雷利茨大公
1. 1815-1816：卡尔二世
2. 1816-1860：格奥尔格 Georg 卡尔二世第三子
3. 1860-1904：腓特烈·威廉 Friedrich Wilhelm 格奥尔格长子
4. 1904-1914：阿道夫·腓特烈五世 Adolf Friedrich V 腓特烈·威廉独子
5. 1914-1918：阿道夫·腓特烈六世 Adolf Friedrich VI 阿道夫·腓特烈五世长子，无嗣

- 1918：梅克伦堡-什未林的腓特烈·法蘭茲四世 1918年2月至1918年11月兼任梅克伦堡-施特雷利茨摄政

1918年2月，梅克伦堡-施特雷利茨大公阿道夫·腓特烈六世去世，没有子嗣。梅克伦堡-什未林大公腓特烈·法蘭茲四世兼任梅克伦堡-施特雷利茨摄政，直到同年11月君主制被推翻。

## 大公继承人

### 梅克伦堡-什未林系
- 1918-1945：弗里德里希·弗朗茨四世
- 1945-2001：弗里德里希·弗朗茨王储

2001年梅克伦堡-什未林绝嗣，归于梅克伦堡-施特雷利茨。

### 梅克伦堡-施特雷利茨系
梅克伦堡君主制被推翻后，梅克伦堡-施特雷利茨大公格奥尔格次子格奥尔格的长孙格奥尔格成为大公继承人，称梅克伦堡公爵。
- 1918-1934：卡尔·米夏埃尔 Karl Michael
- 1934-1963：格奥尔格 Georg
- 1963-1996：格奥尔格·亚历山大 Georg Alexander 格奥尔格长子
- 1996年至今：格奥尔格·鲍尔温 Georg Borwin 格奥尔格·亚历山大长子，2001年成为全梅克伦堡的大公继承人。

他的继承人：长子亚历山大 Alexander